# Calomys cerqueirai
Calomys cerqueirai là một loài động vật gặm nhấm trong chi Calomys thuộc họ chuột Cricetidae có nguồn gốc từ vùng đông nam của Brazil. Khác với các loài trong chi Calomys khác, nó chỉ được biết đến từ hai nơi ở Minas Gerais. Loài này được mô tả lần đầu tiên vào năm 1996 và loài này đã được chính thức đặt tên vào năm 2010, tên gọi này để tôn vinh nhà nghiên cứu Brazil là Rui Cerqueira. 

## Phân loại
Năm 1996, Geise và các đồng nghiệp mô tả một biến thể mới của Calomys từ Lagoa Santa, Minas Gerais với 36 nhiễm sắc thể và một số cơ bản của 66 Autosomal (2n = 36, FNa = 66) và phân tích di truyền năm 2007 đã xác nhận rằng các biến thể mới đại diện cho một dòng dõi tiến hóa tách biệt với các loài Calomys khác. Vào năm 2010, Bonvicino và những người khác đã mô tả một biến thể kiệt tính khác từ Capitão Andrade, cũng ở Minas Gerais với 2n = 38 và FNa = 66, và kết luận rằng cả hai biến thể kica là một loài duy nhất chưa được mô tả trước đây, mà họ gọi là Calomys cerqueirai. 

## Đặc điểm
Calomys cerqueirai là một thành viên tương đối nhỏ của phân họ Sigmodontinae, nhưng khá lớn khi so sánh với các loài trong chi Calomys. Phần trên của chúng có màu nâu vàng, trở nên lợt hơn về phía hai bên, màu sắc này được hiển hiện mạnh mẽ từ các phần dưới màu trắng. Tai ngoài (pinnae) nhỏ và tròn và có một mảng tóc trắng đằng sau chúng. Đuôi màu tối ở trên và dưới màu trắng, tương đối ngắn. Bàn chân dài và hẹp và được che phủ bởi các sợi lông trắng.
Trong hai mẫu vật từ Capitão Andrade, độ dài đầu và thân dài từ 86 đến 112 mm, chiều dài đuôi từ 75 đến 85 mm (3,0 đến 3,3 inch), chiều dài chân sau là 21 đến 22 mm (0,83 đến 0,87 inch), chiều dài tai là từ 16 đến 18 mm (0,63 đến 0,71 inch), và khối lượng cơ thể từ 25 đến 35 g (0,88 đến 1,23 oz). Loài này được biết đến từ hai địa phương ở Minas Gerais, đông nam Brazil, gần biên giới rừng ở phái Đại Tây Dương. Cả hai mẫu vật thu được từ Capitão Andrade đều được tìm thấy trên thảm cỏ gần một dòng suối. 